# House-Running

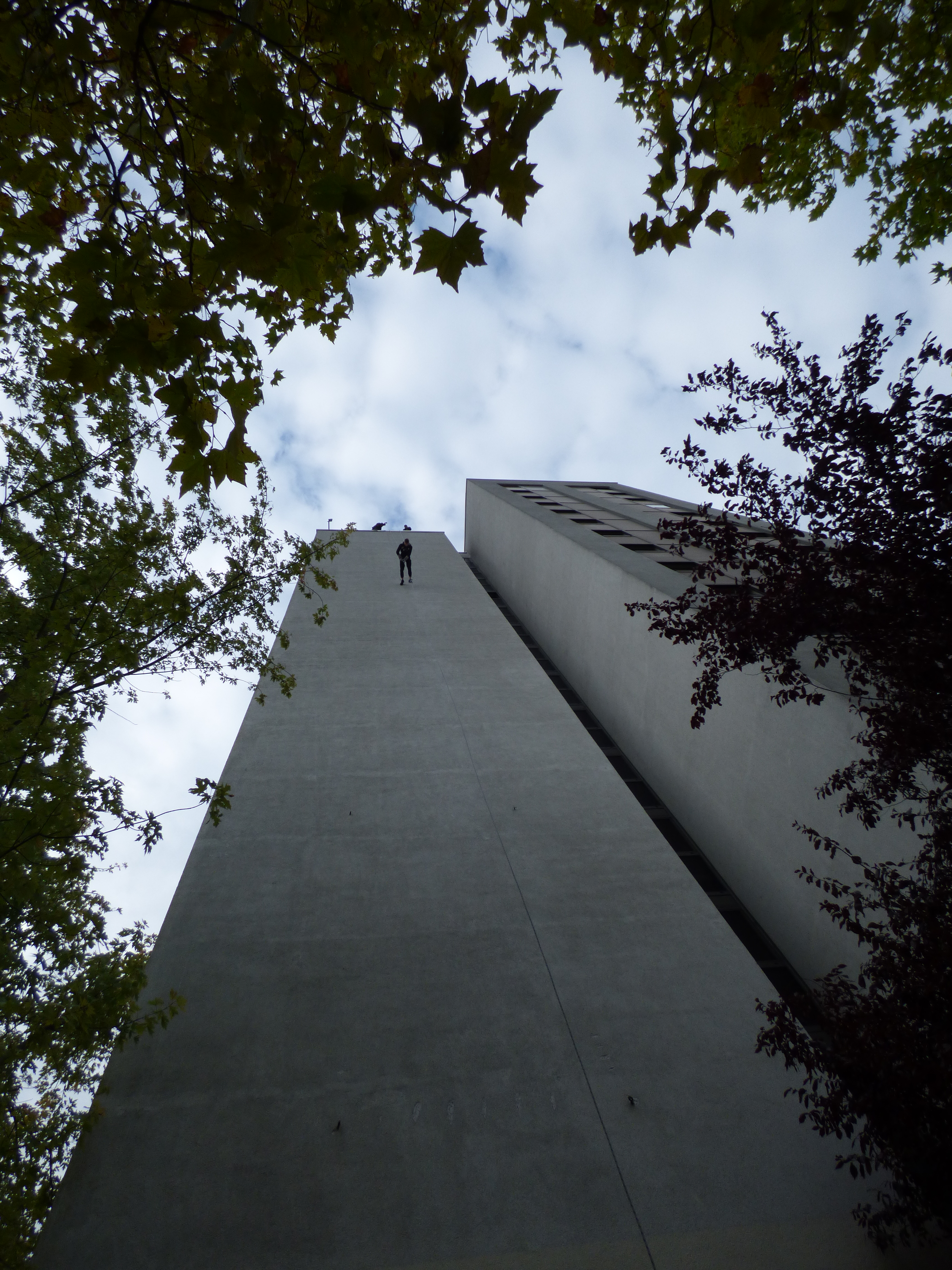
House-Running an der Wand eines Hotels

House-Running oder Sky-Running ist eine Trendsportart. Hierbei laufen die Teilnehmer, mit Spezialgurten angeseilt, mit dem Gesicht nach unten senkrechte Hauswände hinunter. Sky-Running wird auch in der Natur an steilen Felswänden als sogenanntes Rock-Running praktiziert.
House- oder Rock-Running wird oft im Rahmen von Veranstaltungen oder als alternatives Freizeitangebot im Sektor Abenteuer- und Trendsport, wie etwa Bungee-Jumping, Rafting oder Canyoning, angeboten.